# Prymorśke (hromada Łyman)
Prymorśke (ukr. Приморське) – wieś na Ukrainie, w obwodzie odeskim, w rejonie białogrodzkim, w hromadzie Łyman. W 2001 liczyła 1841 mieszkańców, spośród których 1746 wskazało jako ojczysty język ukraiński, 64 rosyjski, 12 mołdawski, 15 bułgarski, 3 białoruski, a 1 gagauski.